# Stemann
Stemann er en nulevende dansk adelsslægt tilhørende lavadelen. En del af dens medlemmer har skrevet sig von Stemann.

## Våben
- 1777 og 1782: Skjoldet firdelt af sølv og guld med et hjerteskjold af samme udseende som det skjold, der blev givet 1848 til Ernst Stemann, på hjelmen et af guld, blåt og sølv og et af sølv, blåt og guld delt vesselhorn, skjoldholdere var en guldbevæbnet, naturligfarvet ørn og en naturligfarvet trane, begge udadseende.
- 1848: Skjoldet delt af sølv, hvori en trearmet guld-lysestage med brændende lys, og blåt, hvori en sølv kugle med et opstående guld-kors (rigsæble), på hjelmen to vesselhorn, henholdsvis delt af sølv, blåt og guld og af blåt, guld og sølv.

## Historie
Embedsmandsslægten Stemann føres tilbage til købmand i Hamborg Justus Stemann (1539-1603), der stammede fra Oldendorf i Westfalen; hans søn, magister Johan Stemann (1602-1676), der 1625-30 var præst ved den tyske Kirke i København, døde som archidiakon og præst ved Hamborg Sankt Nicolai Kirke; han var fader til generalsuperintendent i Holsten, konsistorialråd Just Valentin Stemann (1629-1689), hvis sønner var læge i Itzehoe, dr. med. Just Daniel Stemann (1669-1717) og sekretær i Danske Kancelli Johan Valentin Stemann (født 1662); sidstnævnte var fader til branddirektør i Segeberg, etatsråd Poul Christian Stemann (1699-1770) og til sognepræst i Magleby Johann Friedrich Stemann (1696-1742), hvis søn, amtsforvalter i Husum Henrik Hirnklov Stemann (1733-1800) var farfader til rets- og adelshistoriker, gehejmekonferensråd Christian Ludvig Ernst Stemann (1802-1876), der 19. januar 1848 optoges i dansk adelstand; hans søn, stiftamtmand, kammerherre Carl Gustav Wilhelm Heinrich Stemann (1845-1929) var gift med forfatterinden Helga Ingeborg Amalie Stemann, f. Meldahl (1861-1952) og fader til generalmajor Johan Daniel (von) Stemann (1887-1982) og til sprogpædagogen Ingeborg Helga Frederikke Amalie Stemann (1889-1973) samt til amtmand over Bornholms Amt Poul Christian (von) Stemann (1891-1966).
Ovennævnte branddirektør Poul Christian Stemann (1699-1770) var fader til Friderica Dorthea Stemann (1733-1772), gift med sin ovennævnte fætter, amtsforvalter Henrik Hirnklov Stemann (1733-1800), til statsminister, gehejmekonferensråd Christian Ludvig (Ludwig) Stemann (1730-1813), der 29. januar 1777 optoges i adelstanden, til generaltolddirektør i Slesvig Friedrich Hinrik Stemann (1735-1791) og til vicekansler i Hertugdømmerne, konferensråd Ernst Johann Peter Stemann (1737-1814), der begge adledes 28. august 1782.
Statsministeren Christian Ludvig Stemann (1730-1813) havde i to ægteskaber tolv børn, af hvilke skal nævnes gehejmestatsminister, gehejmekonferensråd Poul Christian Stemann (1764-1855), Sophie Amalie (Malchen) Stemann (1765-1854), der ægtede generalmajor Johan Dorrien (1746-1813), Margrethe Wilhelmine Stemann (1780-1865), gift med generalløjtnant, rigsgreve Gottfried Wilhelm Christian von Schmettau (1752-1823), amtmand, kammerherre Otto Johan Stemann (1774-1865), oberst, kammerherre og chef for Livregimentet lette Dragoner Julius Stemann (1778-1832) og major, kammerherre, hofchef hos landgrev Carl af Hessen og land- og søkrigskommissær i det slesvig-holstenske nationale distrikt Siegfried Leopold Stemann (1788-1865), som 1852 blev slettet af embedsetaten. Sidstnævnte var fader til juristen Christian Wilhelm Georg Leopold von Stemann (1816-1882), der var dansk legationssekretær i Frankfurt am Main, men som gik i preussisk tjeneste.
Ovennænte amtmand, kammerherre Otto Johan Stemann (1774-1865) var var fader til amtmand og kammerherre Christian Stemann (1804-1870), som nedlagde sit embede 1848, og til amtsdommer i Neumünster Christian Conrad Sophus Stemann-Charisius (1816-1895), som gik i preussisk tjeneste. Han fik ved patent af 14. juni 1889 ret til at føre navnet Stemann-Charisius og det friherrelige Marselis'ke våben i forbindelse med sit eget, idet han havde tiltrådt besiddelsen af det for stamhuset Constantinsborg substituerede fideikommis.
Gehejmestatsminister Poul Christian Stemann (1764-1855) var fader til Petronella Stemann (1804-1839) og Christiane Louise Stemann (1807-1837), der begge var gift med gehejmekonferensråd Peter Christian Joachim Bruun (de) Neergaard (1806-1893), samt til stiftamtmand, kammerherre Christian Ludvig Stemann (1791-1857) til Store Restrup, der var fader til Catharine Elisabeth (Betzy) Stemann (1830-1923), gift med politikeren, kammerherre Eugenius Sophus Ernst Heltzen (1818-1898), til hofjægermester Poul Christian Stemann (1823-1855) til Store Restrup og til etatsråd og kammerherre Johan Andreas Stemann (1825-1904) til Store Restrup, med hvem denne linje uddøde.